# Bab Guissa
Bab Guissa o Bab Gisa (en árabe: باب الكيسة o باب عجيسة) es la principal puerta noroeste de Fes el Bali, la antigua ciudad amurallada de Fez, Marruecos.

## Historia
En esta parte de las murallas de la ciudad existía al menos una puerta con este nombre desde el siglo XI. Esa puerta recibió el nombre de un emir zenata, Ajisa Ibn Dunas (عجيسة بن دوناس), que dominó la ciudad primitiva de al-'Aliya (en el barrio Qarawiyyin de Fez), en rivalidad con su hermano, el-Fetouh, que dominaba la ciudad de Madinat Fas (ahora el barrio Andalous) en la orilla opuesta del río y que probablemente dio su nombre a otra puerta, Bab Ftouh. Los dos hermanos estuvieron en el poder entre 1059 y 1061 y ambos fueron probablemente responsables de la construcción de estas puertas, lo que significa que Bab Guissa debe haber sido construida durante estos años. Poco después, las dos ciudades quedaron definitivamente unidas en una sola ciudad con un único conjunto de murallas por los almorávides, que conquistaron la ciudad en 1069. Estas murallas fueron destruidas en 1145 por el conquistador almohade Abd al-Mumin y luego reconstruidas por uno de sus sucesores, Muhámmad al-Násir, en 1212. Se cree que la puerta actual data esencialmente de la construcción de Múhammad al-Násir, lo que la convierte en una de las puertas más antiguas conservadas de la ciudad junto con Bab Mahrouk (también del mismo período). Sin embargo, después de los almohades, la puerta fue restaurada por el sultán meriní Abu Yúsuf Yaaqub en el siglo XIII y fue reparada o reconstruida en el siglo XVIII después de la destrucción del terremoto de 1755.

## Descripción

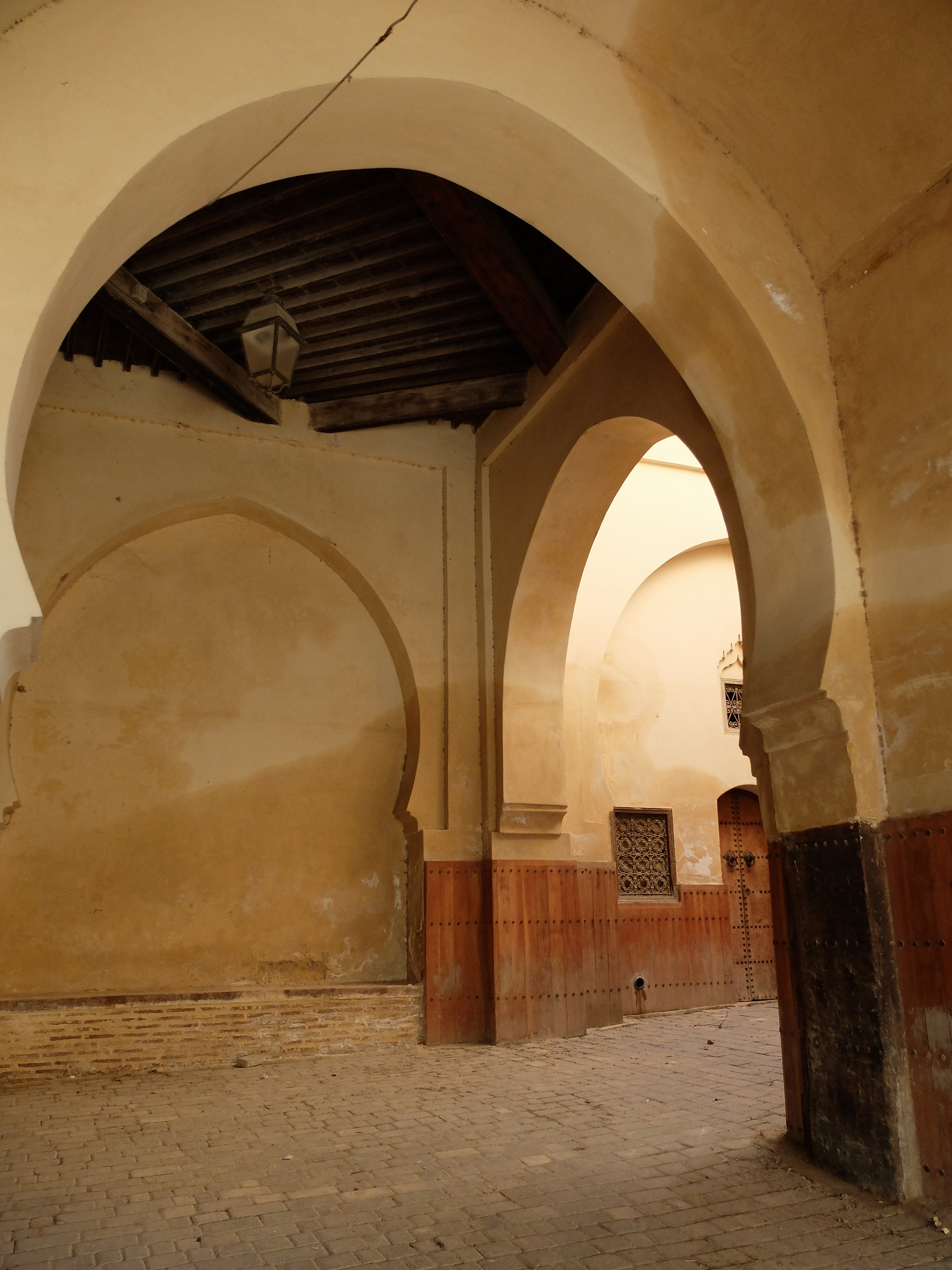
El pasaje curvado dentro de la puerta.

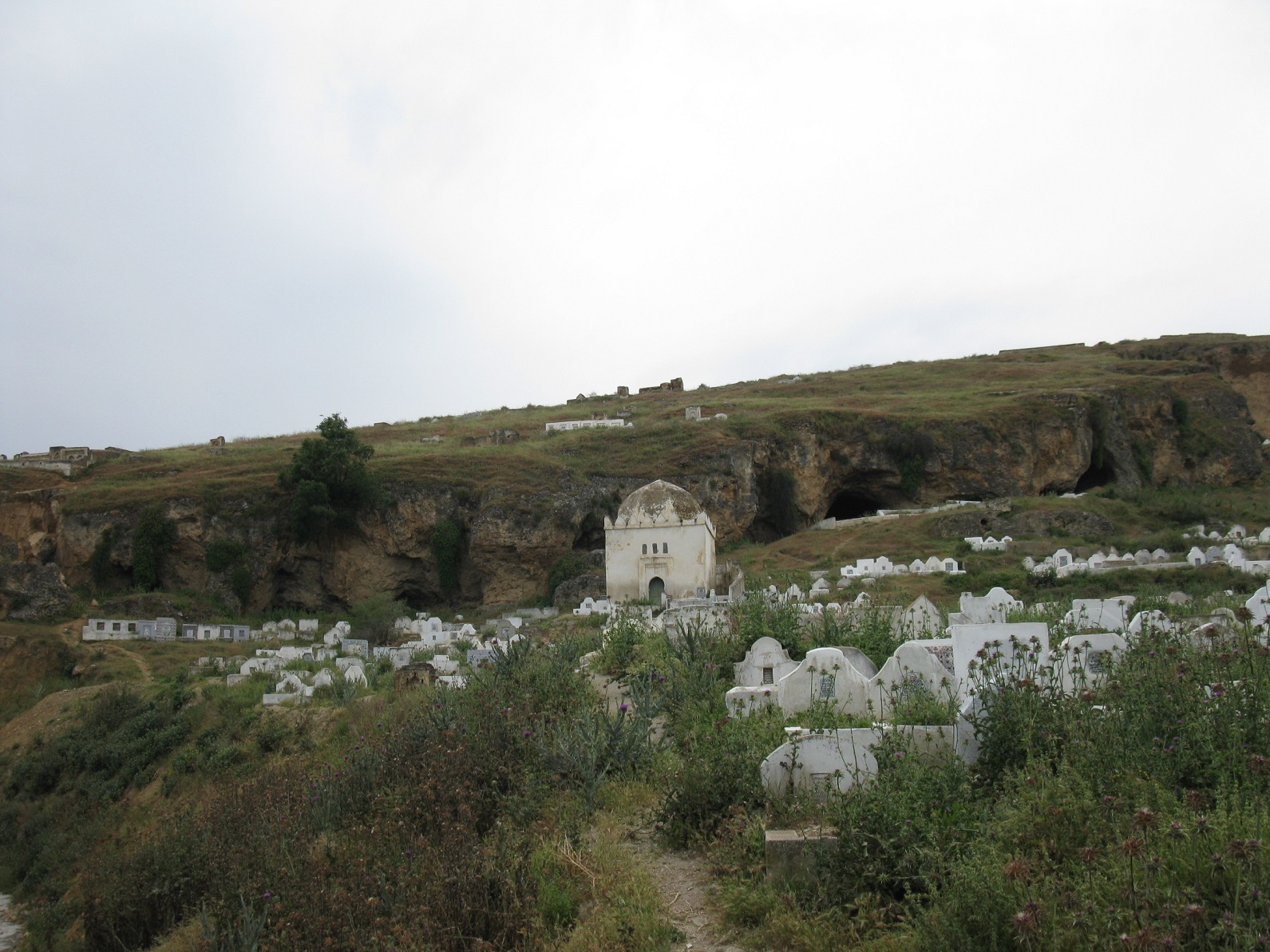
Una parte del cementerio de Bab Guissa, que se extiende cuesta arriba fuera de las murallas de la ciudad.

La puerta monumental original, aún en pie, tiene una entrada en curva; su paso interior gira 90 grados al entrar en la ciudad.  Más tarde, se creó una abertura junto a la puerta para permitir un paso más directo, probablemente a principios del siglo XX. La modesta decoración de la puerta original, realizada en estuco o yeso, que probablemente recibió varias restauraciones, consiste en arcos ciegos a lo largo del paso interior y el contorno de un arco ciego polilobulado en la fachada exterior dentro de un marco rectangular ligeramente a dosel.
La zona de Bab Guissa era conocida históricamente por su mercado de aves, así como por las representaciones públicas de narradores de cuentos populares. Justo dentro de la puerta se encuentra la mezquita de Bab Guissa y su madraza contigua, una de las instituciones religiosas históricas más importantes de la ciudad. Al igual que ocurre en otras puertas principales de la ciudad antigua (Bab Ftouh y Bab Mahrouk), fuera de las murallas se extiende un gran cementerio, conocido como el cementerio de Bab Guissa. Aunque no es tan extenso como los otros dos, el cementerio también está dominado por las Tumbas benimerinas, una necrópolis real meriní en ruinas del siglo XVI.